# Burghausen
Burghausen es la ciudad más grande en el distrito de Altötting de Baviera, Alemania. Está ubicada en la orilla del Salzach, rio fronterizo con Austria. Su castillo, encima de una colina, es el castillo más largo de Europa (1051 m).

## Historia

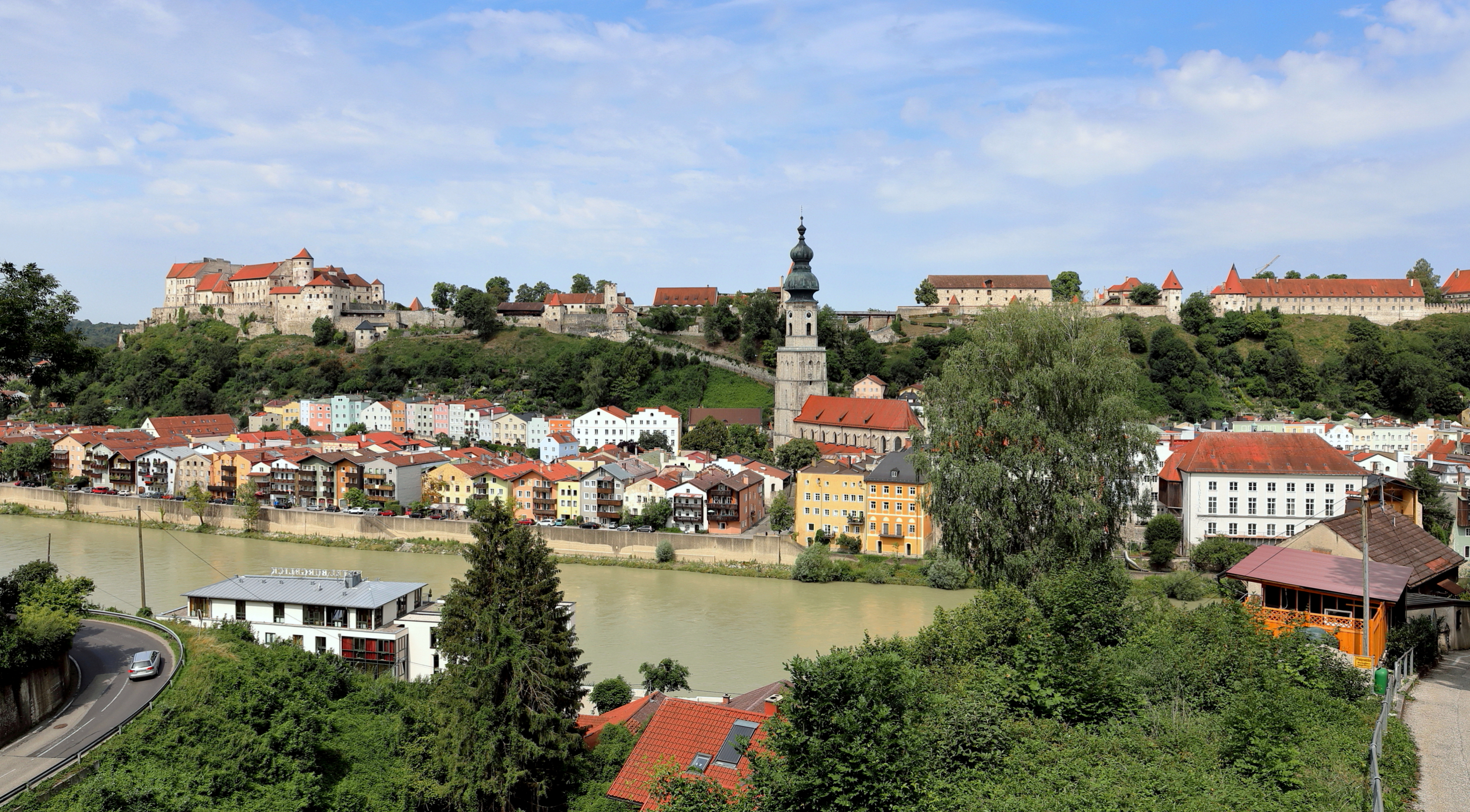
Vista de la ciudad.

La mención más antigua de Burghausen está documentada en el año 1025 como propiedad imperial. El Emperador Conrado II más tarde designaría los Condes de Burghausen como los administradores financieros de la localidad. Pero, como han mostrado las últimas excavaciones, el área alrededor del patio principal del castillo de Burghausen ha sido habitada desde la Edad del Bronce. Con los arqueólogos encontrando así restos de la Edad de Hierro, tiempos Célticos y Romanos, es difícil determinar una fecha "exacta." La ciudad evidentemente se ha desarrollado durante miles de años, pero no es posible decir sí ha habido un asentamiento permanente.
En 1164, el duque Enrique el Léon tomó posesión del Castillo. La Familia Wittelsbach tomó posesión del castillo en 1180 y los asentamientos que lo rodeaban en 1229. La concesión del estatuto de la ciudad se presumo en algún momento, pero no es compatible con las fuentes. A partir de 1255, después de la primera división de Baviera, Burghausen obtuvo importancia política y económica como la segunda residencia de los duques de la Baja Baviera.
La fuente de ingresos de Burghausen fue el comercio de la sal desde Hallein (hoy en día Austria). La sal fue llevada por el río Salzach hasta Burghausen y de ahí transportada por tierra. El punto de descarga fue en el castillo Mautner.
En 1307, la ley local preexistente fue codificada como ley municipal, y en la primera mitad del siglo XIV, el emperador Luis IV de Baviera le concedió a la ciudad privilegios más importantes. A finales del siglo XIV, Burghausen se había convertido en un centro administrativo, primero como sede de un "Vitztum", quiere decir, de un juez que ejerce la jurisdicción en el distrito asignado en representación del soberano. 
Bajo el mandato de los duques Enrique XVI el Rico (1393–1450), Luis IX, duque de Baviera (1450–1479) y Jorge el Rico, duque de Baviera (1479–1503), Burghausen experimentó una expansión y edad de oro como la segunda capital del ducado de Baviera-Landshut. En 1507, después de la Guerra de Sucesión de Landshut y como resultado de una reorganización territorial, Burghausen fue nombrada "Rentamt", convirtiéndose así en una de los cuatro capitales de Baviera. Como "Rentamt" Burghausen cumplía la función de centro territorial en todos los ámbitos de gobierno de la época, quiere decir de administración civil y militar, jurisdicción y de hacienda pública. En 1802 perdió esa función de interlocutor entre las administraciones de menor nivel y Munich, sede de la corte, como consecuencia de la gran reforma administrativa del ministro Maximilian de Montgelas. Comenzó así una época de declive para la ciudad en muchos ámbitos y que justo en su principio, en el año 1807 obtuvo expresión formal en la retirada del derecho de llamarse capital de lo que ya era el Reino de Baviera.         

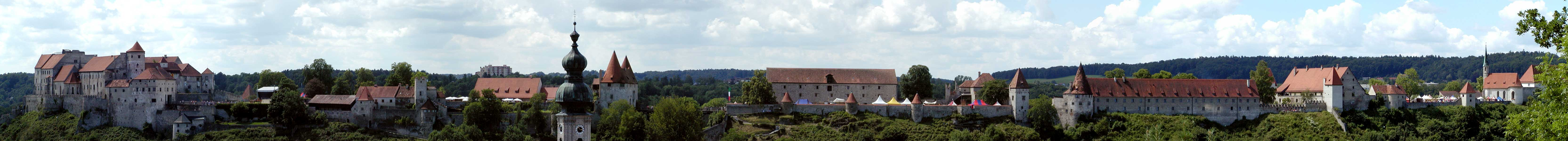
Vista panorámica del Castillo (vista desde el este).

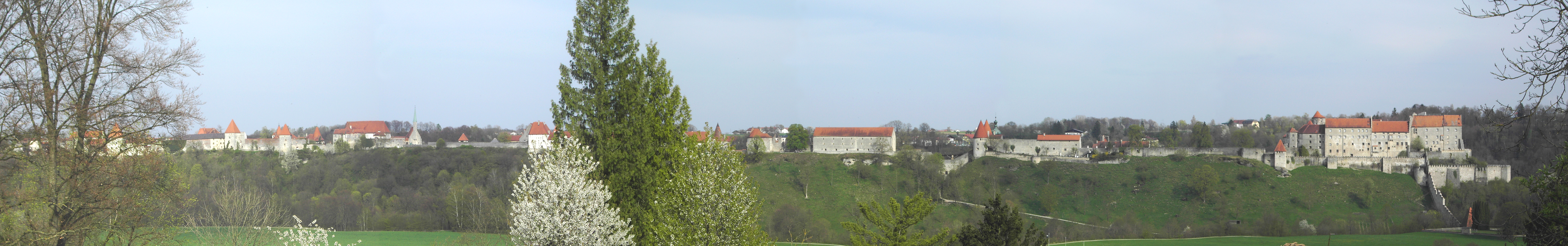
Vista panorámica del Castillo (vista del el oeste).